# Баффало (озеро, Северо-Западные территории)
Баффало (англ. Buffalo Lake) — озеро на юге Северо-Западных территорий Канады. Одно из крупнейших озёр Канады — его площадь 612 км²; четырнадцатое по величине озеро Северо-Западных территорий.
Высота над уровнем моря 265 метров.
Через озеро в северном направлении протекает река Баффало, впадающая в Большое Невольничье озеро (бассейн реки Маккензи). Большая часть озера находится не территории огромного национального парка Вуд-Баффало.